# Victoria Ruffo
Victoria Ruffo született: Victoria Eugenia Guadalupe Martínez del Río Moreno-Ruffo (Mexikóváros, Mexikó 1962. május 31. –) mexikói színésznő. A Ruffo a vezetéknév, amit művésznévként használ, valójában anyai nagyapjának a vezetékneve.

## Élete
Victoria színészi karrierjét 1980-ban kezdte, amikor szerepelt kapott a Conflictos de Un Orvos című telenovellában, Ernesto Alonso irányítása alatt. Karrierjét az Al Rojo Vivo-ban folytatta, amelynek fontos szereplői voltak Alma Muriel, Silvia Pasquel is. 1983-ban Valentín Pimsteíntől lehetőséget kapott, hogy a La Fiera főszerepét játssza.
Ernesto Alonso, Victoria színészi képességeit látva szerepet ajánlott neki a Simplemente María-ban, amely meghozta a hírnevet számára. Számos sikeres sorozatban játszott: María del Carmen (Abrázame muy Fuerte), A mostoha (La Madrasta), Smash Hits.

### Magánélete
Az 1990-es években közeli barátja volt a humorista Eugenio Derbez, akihez később feleségül ment, egy fiuk született: José Eduardo. Két évvel később, kibékíthetetlen ellentétekre hivatkozva elváltak. 2001-ben feleségül ment egy mexikói politikushoz, Omar Fayadhoz, aki 2006 és 2009 között a pachucai önkormányzat elnöke volt, majd 2012-ben szenátor lett. 2016 óta Hidalgo állam kormányzója. Politikai pályáját az Intézményes Forradalmi Párt tagjaként folytatta Két gyermekük született: egy fiú, Anuar, és egy lány, Victoria.
Testvérei Gabriela Ruffo színésznő és Marcela Ruffo producer. Anyai nagyapja olasz származású volt.
Az a hír járta, hogy Victoria lisztérzékeny, ezért gluténmentes diétán van. 2009. januárjában azonban a honlapján bejelentette, hogy nem lisztérzékeny.
2010-ben a spanyol People en Español beválogatta az 50 legszebb ember közé.

## Filmográfia

### Telenovellák
| Év        | Cím                           | Eredeti cím                  | Szerep                                                 | Magyar hang    |
| --------- | ----------------------------- | ---------------------------- | ------------------------------------------------------ | -------------- |
| 2022      |                               | Corona de lágrimas 2         | Refugio Chavero                                        |                |
| 2019      |                               | Cita a ciegas                | Maura Fuentes de Salazar                               |                |
| 2016      |                               | Las Amazonas                 | Inés Huerta                                            |                |
| 2014      |                               | La Malquerida                | Cristina Maldonado Reyes viuda de Rivas / de Domínguez |                |
| 2012–2013 | Könnyek királynője            | Corona de lágrimas           | Refugio Chavero Hernández                              | Kiss Erika     |
| 2010–2011 | Marichuy – A szerelem diadala | El triunfo del amor          | Victoria Gutiérrez de Sandoval                         | Kiss Erika     |
| 2009      |                               | La rosa de Guadalupe         | Carolina López Hernández                               |                |
| 2008–2009 | A szerelem nevében            | En nombre del Amor           | Macarena Espinoza de los Monteros                      | Kocsis Mariann |
| 2007      |                               | Victoria                     | Victoria Santiesteban de Mendoza                       |                |
| 2007      |                               | La Madrastra New scenes      | Maria Frenández Acúña de San Román                     |                |
| 2005      | A mostoha                     | La Madrastra                 | María Fernández Acuña de San Román                     | Kiss Erika     |
| 2000–2001 | María del Carmen              | Abrázame Muy Fuerte          | Cristina Álvarez Rívas de Rivero                       | Nyírő Beáta    |
| 1998      |                               | Vivo por Elena               | Elena                                                  |                |
| 1997–2001 |                               | Mujer, casos de la vida real | Ismeretlen szerep                                      |                |
| 1995–1996 |                               | Pobre niña rica              | Consuelo                                               |                |
| 1993      |                               | Al derecho y al derbez       |                                                        |                |
| 1993      |                               | Capricho                     | Cristina                                               |                |
| 1989–1990 |                               | Simplemente María            | María López                                            |                |
| 1987–1988 |                               | Victoria                     | Victoria                                               |                |
| 1985      |                               | Juana Iris                   | Juana Iris                                             |                |
| 1983      |                               | La Fiera                     | Natalie                                                |                |
| 1982      |                               | En busca del paraíso         | Grisel                                                 |                |
| 1982      |                               | XE-TU                        | Bemutató                                               |                |
| 1981      |                               | Quiéreme siempre             | Julia                                                  |                |
| 1980      |                               | Al rojo vivo                 | Pilar Álvarez                                          |                |
| 1980      |                               | Conflictos de un médico      |                                                        |                |

### Filmek
- 1987: Yo el ejucutor
- 1986: Un hombre violento - Susana
- 1982: De pulquero a millonario
- 1982: Una sota y un caballo: Rancho Avandaro - Maricarmen Sierra
- 1980: El hombre sin miedo - Laura Aparicio
- 1980: Perro callejero
- 1979: Ángel del silencio
- 1979: Discoteca es amor

## Díjak és jelölések

### TVyNovelas-díj
| Év   | Kategória                | Cím                | Eredmény |
| ---- | ------------------------ | ------------------ | -------- |
| 1985 | Legjobb fiatal színésznő | La fiera           | Elnyerte |
| 1988 | Legjobb főcímdal         | Victoria           | Jelölve  |
| 1988 | Legjobb női főszereplő   | Victoria           | Jelölve  |
| 1990 | Legjobb női főszereplő   | Simplemente María  | Jelölve  |
| 1994 | Legjobb női főszereplő   | Capricho           | Jelölve  |
| 1999 | Legjobb női főszereplő   | Vivo por Elena     | Jelölve  |
| 2006 | Legjobb női főszereplő   | A mostoha          | Jelölve  |
| 2013 | Legjobb női főszereplő   | Könnyek királynője | Elnyerte |

### Bravo-díj
| Év   | Kategória                | Cím       | Eredmény |
| ---- | ------------------------ | --------- | -------- |
| 2006 | Legjobb senior színésznő | A mostoha | Elnyerte |

### People en Español-díj
| Év   | Kategória                  | Cím                | Eredmény |
| ---- | -------------------------- | ------------------ | -------- |
| 2009 | Legjobb színésznő          | A szerelem nevében | Jelölve  |
| 2011 | Legjobb női mellékszereplő | A szerelem diadala | Jelölve  |